# Blue Volley Ostrava
Blue Volley Ostrava, dříve ŠSK Ostrava, je mužský volejbalový klub založený v roce 2011 a sídlící v Ostravě. Na seniorské úrovni hraje tým od roku 2021 1. volejbalovou ligu mužů. Krom mužského týmu je v klubu organizován volejbal pro mládež, týmy juniorů a kadetů hrají nejvyšší volejbalovou soutěž ve svých kategoriích. Svá domácí utkání klub hraje od roku 2023 ve Sportovní hale Ostrava-Třebovice.

## Historie

### Umístění mužů
- sezóna 2022/2023 – 6. místo (1. volejbalová liga mužů)[4]

V předchozích sezónách hrál tým v nižších soutěžích.